# 宮本武蔵 巌流島の決斗
『宮本武蔵 巌流島の決斗』（みやもとむさし がんりゅうじまのけっとう）は、1965年（昭和40年）9月4日公開の日本映画である。東映製作・配給。監督は内田吐夢、主演は中村錦之助（萬屋錦之介）。富士フイルムカラー、東映スコープ、121分。
吉川英治の小説『宮本武蔵』を原作とした、「内田監督・中村主演の『宮本武蔵』シリーズ」全5部作の最終作。
本作の冒頭において、前4作（『宮本武蔵』・『般若坂の決斗』・『二刀流開眼』・『一乗寺の決斗』）のそれぞれのダイジェストが数分程挿入されている。
第20回芸術祭参加作品。第20回芸術祭賞芸術祭奨励賞。1965年度NHK映画賞最優秀監督賞（内田吐夢）。

## スタッフ

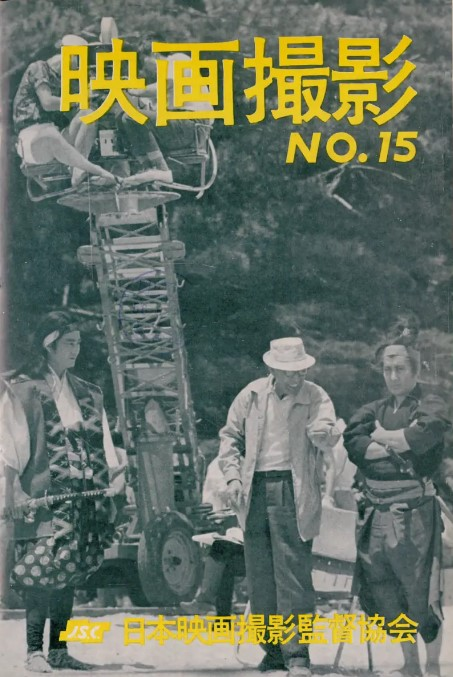
左から高倉健、内田吐夢、中村錦之助。機関誌『映画撮影』の表紙より。

- 製作：大川博
- 監督：内田吐夢
- 原作：吉川英治
- 企画：岡田茂、小川三喜雄、翁長孝雄
- 脚本：鈴木尚之、内田吐夢
- 撮影：吉田貞次
- 音楽：小杉太一郎
- 美術：鈴木孝俊
- 装置：木津博
- 装飾：宮川俊夫
- 録音：渡辺芳丈
- 照明：中山治雄
- 編集：宮本信太郎
- 助監督：鎌田房夫、杉野清史、大串敬介
- 進行主任：福井良春

## キャスト
- 宮本武蔵：中村錦之助 (萬屋錦之介)

- 佐々木小次郎：高倉健

- 細川忠利（細川家当主）：里見浩太郎 (里見浩太朗)
- お通：入江若葉
- 朱美：丘さとみ
- 柳生但馬守宗矩（将軍家指南役）：田村高廣
- 林彦次郎（元吉岡道場門弟）：河原崎長一郎
- 本位田又八：木村功
- 本阿弥光悦：千田是也
- 岩間角兵衛（細川家家老）：内田朝雄
- 小林太郎左衛門（下関の宿屋主人）：清水元
- 厨子野耕介の女房：日高澄子
- お杉：浪花千栄子
- お光（角兵衛の姪）：三島ゆり子
- 三沢伊織（武蔵の弟子）：金子吉延
- 縫殿介（長岡佐渡の近習）：神木真寿雄
- 岡谷五郎次（細川家家臣）：有川正治
- 北条安房守：中村錦司
- 酒井忠勝（幕閣）：北竜二
- 榊原康政（幕閣）：高松錦之助
- 本多忠勝（幕閣）：那須伸太朗
- 厨子野耕介（刀研ぎ師）：中村是好
- 佐助（船頭）：嶋田景一郎
- 半瓦弥次兵衛（侠客）：中村時之介
- 菰の十郎（半瓦の子分）：鈴木金哉
- 半瓦の子分：遠山金次郎
- 秩父の熊五郎（馬喰）：尾形伸之介
- 野武士の首領：岩尾正隆

- 宗彭沢庵：三國連太郎

- 長岡佐渡（細川家家老）：片岡千恵蔵

第一部〜第四部ダイジェスト（アヴァンタイトル／ノンクレジット）
- お甲：木暮実千代
- 吉岡清十郎：江原真二郎
- 吉岡伝七郎：平幹二朗
- 壬生源左衛門：山形勲（本編回想シーン含む）
- 壬生源次郎：西村雄司（本編回想シーン含む）
- 祇園藤次：南廣
- 植田良平：香川良介
- 大田黒兵衛：佐藤慶
- 胤舜：黒川弥太郎
- 阿巌：山本麟一
- 大坊主：大前均
- 池田輝政：佐々木孝丸
- 柳生石舟斎：薄田研二
- 木村助九郎：外山高士
- 渕川権六：阿部九州男
- 陶器師：吉田義夫
- 野州川安兵ヱ：小田部通麿（本編回想シーン含む）
- 山添団八：加藤浩（本編回想シーン含む）
- 大友伴立：中村時之介（本編回想シーン含む）

## 製作
シリーズの企画者である岡田茂東映京都撮影所所長は、時代劇から任侠路線の切り換えを決断しており、製作に難色を示したが、製作費を削った上で製作を決めた。1965年3月29日にあった製作記者会見でのタイトルは『宮本武蔵・完結編』であった。

### キャスティング
1964年8月に山城新伍とともにハワイから拳銃を持ち帰り、ヤクザに譲渡した罪で、1965年2月に京都地裁から懲役8ヶ月（執行猶予3年）の判決を受けた里見浩太朗は、『日本侠客伝 浪花篇』以降、実質干されていたが、静岡の禅寺に籠る里見を見た中村錦之助が、内田吐夢監督に里見の起用を進言した。錦之助が主演した『ちいさこべ』や『冷飯とおさんとちゃん』の原作者である山本周五郎が、里見のデビュー当時からのファンで、山本が錦之助に「里見を助けてやれないか」と頼んだといわれる。

### 撮影記録
1965年4月、滋賀県饗庭野でクランクイン、1965年6月末、クランクアップ。巌流島の決闘は滋賀県琵琶湖畔の近江舞子を見立てて撮影された。

## 興行
東映初の試みとして本格的ロードショーが、一般公開に先立つ1965年7月24日から8月12日までの12日間、丸の内東映のみで本作一本立ての特別興行が行われ、1日平均100万円を割らない大ヒットで、同劇場の興行成績を更新した。1964年6月27日公開の『鮫』でも同様の先行上映をやったが『鮫』は先行上映の後、一般上映に引き継いだが、今回は先行上映の後、24日も間を開けた。

## 併映作品
『怪談片目の男』
- 監督：小林恒夫／主演：西村晃、中原早苗